# Munroeodes australis
Munroeodes australis là một loài bướm đêm trong họ Crambidae.